# 紫米
黑米（英語：Black rice），是一類紫黑色的稻米。紫米的稻種可与其他稻类杂交，因此与其他稻类无生殖隔离，都属于水稻。此外，黑米在中国古代也被称之为“禁米”，因为一般情况下，只有上层社会的人才可以吃得起。

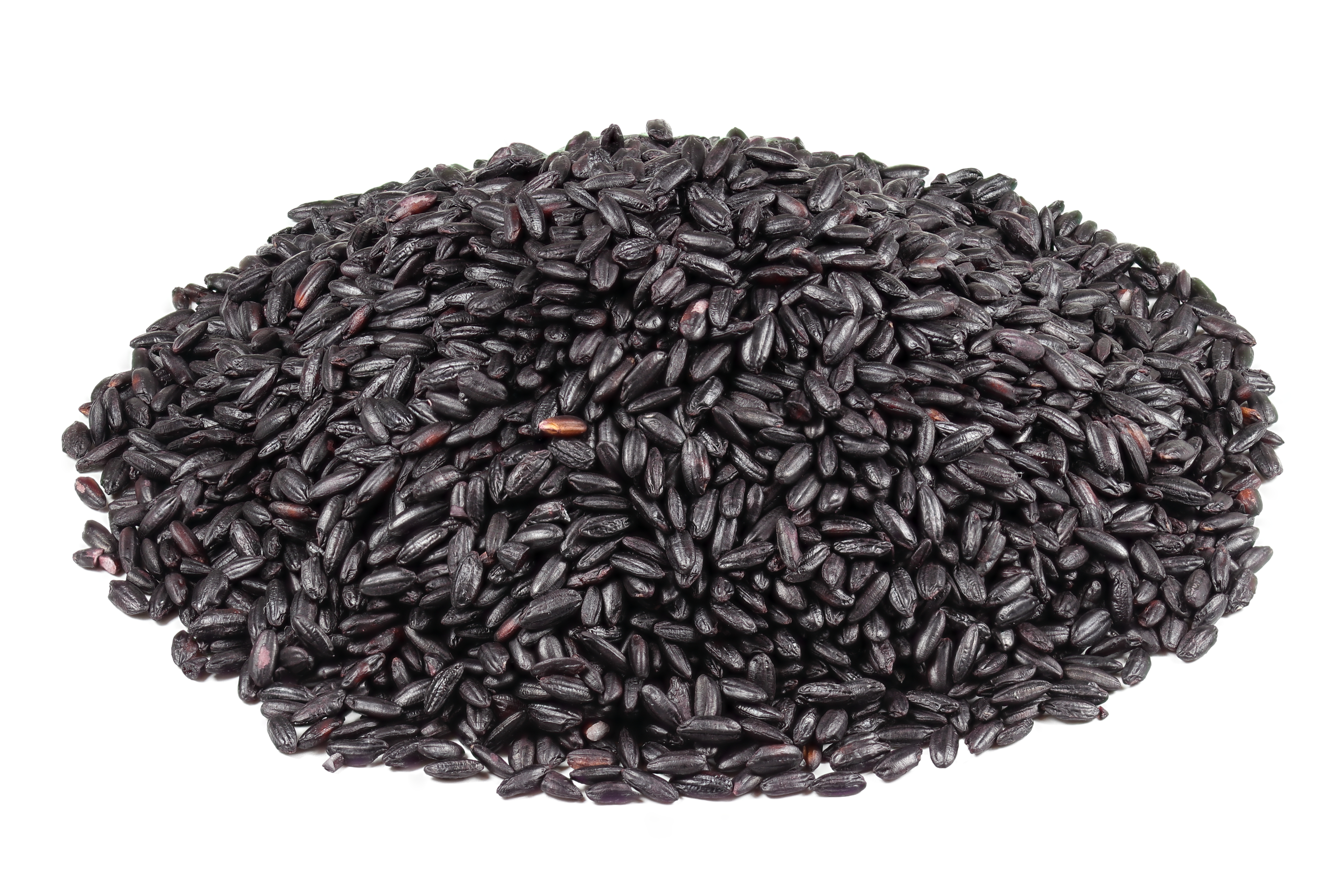
紫米（又称黑米）

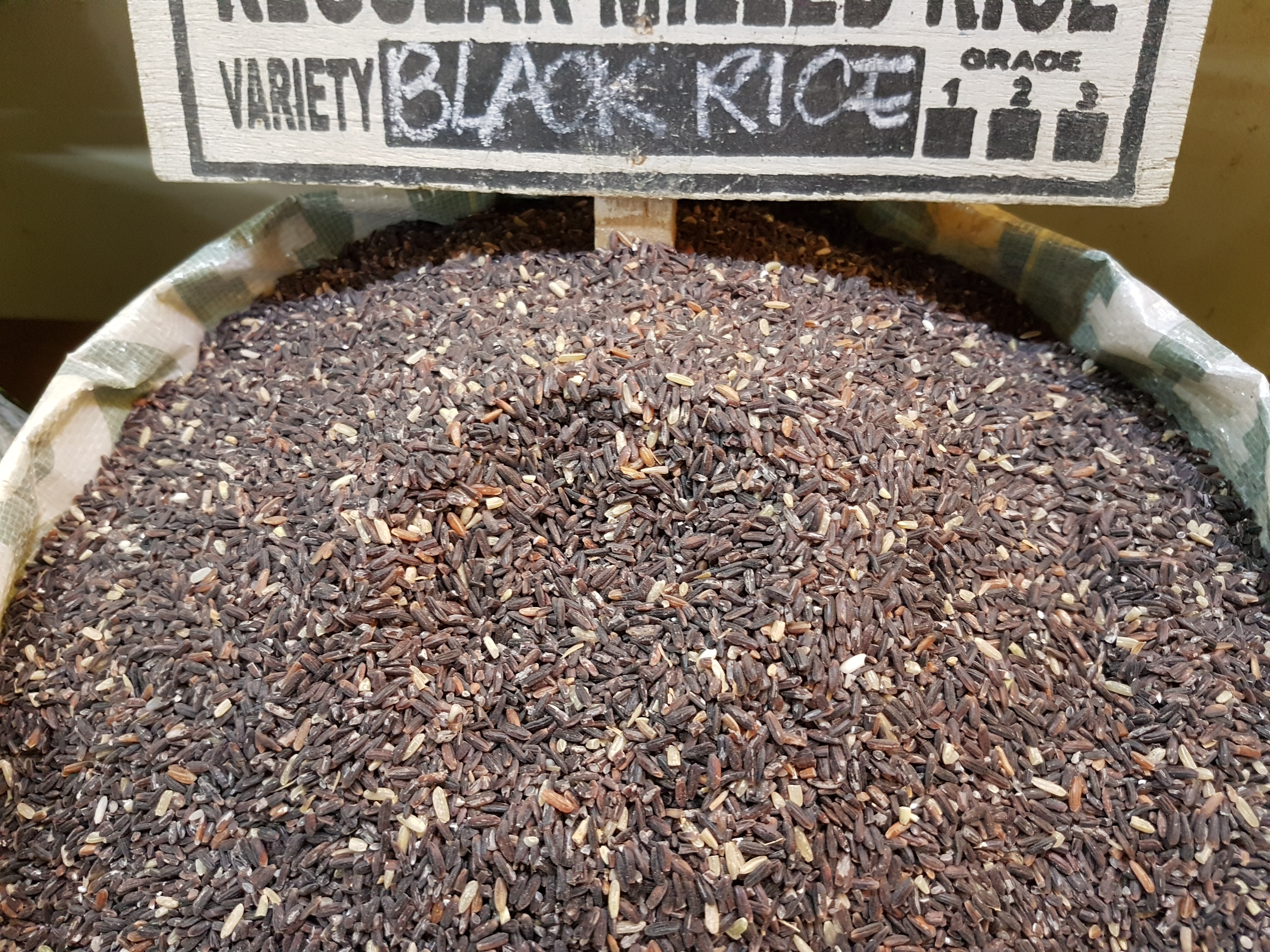
来自菲律宾高山省的被称之为“巴拉蒂瑙”的一种老品种紫米

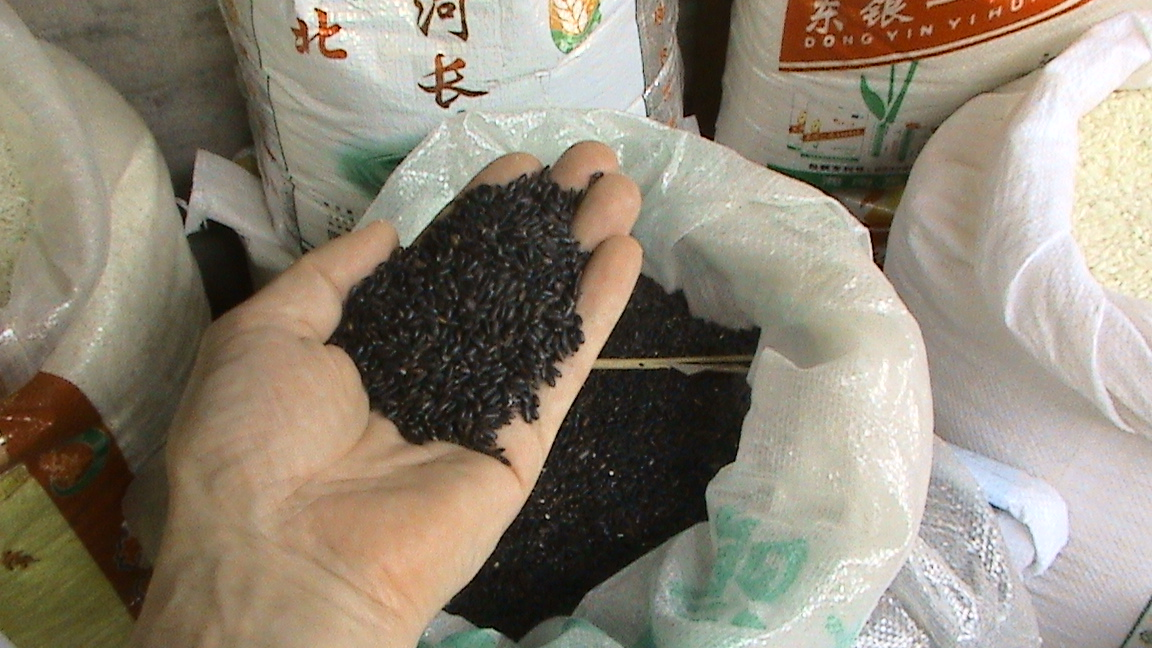
在中国海南省海口市出售的紫米

| 名称       | 数额  | 单位 |
| ---------- | ----- | ---- |
| 能量       | 356   | kcl  |
| 蛋白质     | 8.89  | g    |
| 脂肪       | 3.33  | g    |
| 碳水化合物 | 75.56 | g    |
| 纤维       | 2.2   | g    |
| 糖分       | 0     | g    |
| 钙         | 0     | mg   |
| 铁         | 2.4   | mg   |
| 钠         | 0     | mg   |
| 维生素     | 0     | mg   |
| 维生素A    | 0     | IU   |
| 饱和脂肪酸 | 0     | g    |
| 反式脂肪酸 | 0     | g    |
| 胆固醇     | 0     | mg   |

## 名稱
雖然市面上有「紫米」、「黑米」兩種稱呼，但各家廠商說法不一，沒有很明確的定義。根據國際書籍或文獻僅以黑米（black rice）概括兩者較多，並不區分兩者；而根據台灣農業試驗所解釋也不區分兩者，以紫米（purple rice）概括之，不稱「非糯性的紫米」作黑米，一般說的黑米就是紫米，只是將紫米分為糯性或非糯性兩種。無論如何，兩者都是有色米的糙米，色澤是因米糠層的花青素含量不同；若精製化將米糠層剝去，仍是白米。

## 性質
紫米糠中，亲水性抗氧化剂的活性，远高于其中的亲脂性抗氧化剂，花青素和γ-甾烷醇，其主要位于紫米糠内部。其含有gamma-谷维素的亲脂性抗氧化剂提取物具有抗炎活性。

## 食用與烹調
- 紫米飯：
- 紫米粥：紫米粥是一道由紫米为主要材料，黄砂糖、水等为辅料制作而成的粥品，属于家常菜粥。该道菜品通过将食材进行大火煮开转小火炖煮的方法制作而成。
- 紫米糕（俗稱素食米血）
- 葡紫糕:台灣嘉義縣朴子的著名特產，使用紫米糊與麵粉製作的糕體搭配葡萄乾製成的糕點
- 紫米露
- 云南墨江紫米鸡